# Родригес Марадьяга, Оскар Андрес
О́скар Андре́с Родри́гес Марадья́га (исп. Óscar Andrés Rodríguez Maradiaga; род. 29 декабря 1942, Тегусигальпа, Гондурас) — первый гондурасский кардинал, салезианец. Титулярный епископ Пуденцианы и вспомогательный епископ Тегусигальпы с 28 октября 1978 по 8 января 1993. Апостольский администратор епархии Санта-Роса-де-Копана в 1981—1984. Архиепископ Тегусигальпы с 8 января 1993 по 26 января 2023. Апостольский администратор епархии Сан-Педро-Сулы в 1993—1995. Генеральный Секретарь Латиноамериканской епископской конференции (СЕЛАМ) с 1987 по 1991. Председатель Латиноамериканской епископской конференции (СЕЛАМ) с 1995 по 1999. Кардинал-священник с титулом церкви Санта-Мария-делла-Сперанца с 21 февраля 2001.
В период апрельского папского Конклава 2005, который избрал папу римского Бенедикта XVI, он рассматривался, некоторыми ватиканистами возможным преемником Папы Иоанна Павла II.

## Ранняя жизнь и образование
Родригес Марадьяга родился 29 декабря 1942 года в Тегусигальпе, Гондурас. Он был третьим из четырёх детей Андреса Родригеса Паласиос и Ракель Марадьяга. Мальчиком, он мечтал об игре на саксофоне в танцевальном оркестре или стать пилотом. Вместо этого, он вступил на религиозную стезю.
Он поступил в общество Святого Франциска Салезского (салезианцы Дона Боско) 3 мая 1961 года. Он получил степени по философии и богословии и обучался на классическом фортепьяно. Полиглот, он говорит по-английски, на французском, итальянском, немецком, и португальском языках в дополнение к своему родному испанскому.
Обучался в Институте «Дон Руа», Сан-Сальвадор, в Папском Салезианском Колледже в Риме, в Альфонсианской Академии Морального Богословия в Риме. Он получил докторантуру в богословии в Папском Латеранском Университете в Риме, и также имеет диплом в клинической психологии и психотерапии который он получил в Университете Леопольда Франца в Инсбруке, в Австрии. Также в Консерватории Сальвадора по классу фортепьяно. Он получил высшее образование как преподаватель в Сальвадоре в 1962 году. Он тогда же преподавал химию, физику, и музыку в Салезианских колледжах Сальвадора, Гондураса и Гватемалы как салезианец последующие 15 лет. В это время он также стал профессором морального богословия и экклезиологии в Салезианском богословском институте в Гватемале.
Наряду с кардиналом Сарайва Мартиншем один из самых образованных и интеллектуальных кардиналов Римско-католической церкви.

## Священство и епископство
28 июля 1970 года Родригес Марадьяга посвящён в священники в столице Гватемалы. Рукоположение совершил Джироламо Приджоне, титулярный архиепископ Лаурьяко — апостольский нунций в Гватемале и Сальвадоре. Он был назван помощником епископа в Тегусигальпе в том же году.
Преподавал музыку, химию, богословие и экклезиалогию с салезианских учебных заведениях. Он был ректором в течение трех лет Салезианского Богословского Института в Гватемале в 1975—1978 годах.
28 октября 1978 года он был назначен титулярным епископом Пуденцианы и вспомогательным епископом Тегусигальпы. Посвящён в епископы 8 декабря 1978 года, в Тегусигальпе, ординацию совершил титулярный архиепископ Челене Габриэль Монтальво, нунций в Гондурасе, которому помогали Эктор Энрике Сантос Эрнадес — архиепископ Тегусигальпа и Мигель Обандо Браво — архиепископ Манагуа. Апостольский администратор епархии Санта-Роса де Копан в 1981—1984 годах. Архиепископ Тегусигальпы с 8 января 1993. Апостольский администратор епархии Сан-Педро Сула в 1993—1995. Генеральный Секретарь Латиноамериканской епископской конференции (СЕЛАМ) с 1987 по 1991. Председатель Латиноамериканской епископской конференции (СЕЛАМ) с 1995 по 1999.
21 января 2001 года он был возведён в кардиналы-священники на консистории с титулом церкви Санта-Мария-делла-Сперанца Папой Иоанном Павлом II. Он — первый кардинал из Гондураса.
Кардинал Родригес Марадьяга широко рассматривается как умеренный лидер, он рассматривается восходящей звездой в Латиноамериканской церкви. Его кампания за права человека и бедных вызвала широко распространенную похвалу. Кардиналом Родригесом Марадьягой восхищаются как активным прелатом, который является посредником в мирных соглашениях с мятежниками, работая над восстановлением после стихийного бедствия. Он — открытый сторонник отмены долгов стран Глобального Юга, был представителем Святого Престола в Международном валютном фонде и Всемирном банке по вопросу задолженности стран третьего мира.
Вместе с тем, в книге 2018 года Марта Алегрия Райхманн Де Вальядерес, вдова бывшего посла Гондураса при Святом Престоле Алехандро Вальядареса Лансы, обвинила Родригеса в поддержке на протяжении десятилетий репрессивного и мафиозного режима в Гондурасе, продвижении ложных инвестиционных схем, отвлечении денег из местного университета на теневые цели и защите своего заместителя епископа Хуана Хосе Пинеды Фаскеля, который был вынужден уйти в отставку в 2018 году после обвинений в сексуальном насилии над семинаристами. 
В дополнение к свои епископским обязанностям, он — в настоящее время председатель епископской конференции Гондураса. Родригес Марадьяга был одним из кардиналов-выборщиков, которые участвовали в папском Конклаве 2005 года, избравшем Папу Бенедикта XVI.

## Конклав 2013 года
Участник Конклава 2013 года.
На Конклаве 2013 года кардинал Родригес Марадьяга вошёл в список основных папабилей. Хотя Родригес Марадьяга и рассматривался как папабиль, но Конклав тем не менее избрал новым папой кардинала Хорхе Марио Бергольо.
13 апреля 2013 года кардинал Родригес Марадьяга был назначен в группу кардиналов учреждённую Папой Франциском, ровно через месяц после своего избрания, которая будет консультировать его и изучит план пересмотра Апостольской конституция о Римской курии, «Pastor Bonus». Другими кардиналами, которые стали членами этой группы были: Джузеппе Бертелло — губернатор Ватикана; Франсиско Хавьер Эррасурис Осса — бывший архиепископ Сантьяго-де-Чили; Освальд Грасиас — архиепископ Бомбея; Рейнхард Маркс — архиепископ Мюнхена и Фрайзинга; Лоран Монсенгво Пасиня — архиепископ Киншасы; Джордж Пелл — архиепископ Сиднея и Шон Патрик О’Мелли — архиепископ Бостона. Епископ Марчелло Семераро, будет выступать в качестве секретаря этой группы. Первое заседание группы запланировано на 1—3 октября 2013 года. Его Святейшество, однако, в настоящее время находится в контакте с вышеупомянутыми кардиналами.

## Дальнейшая деятельность
29 декабря 2022 года кардиналу Родригесу Марадьяге исполнилось 80 лет и он потерял право на участие в конклавах. 26 января 2023 годам Папа Франциск принял отставку кардинала Марадьяги с поста архиепископа Тегусигальпы, которую он занимал 30 лет и назначил его преемником Хосе Висенте Начера Татая.